# Johann Philipp Anton von und zu Frankenstein
Johann Philipp Anton von und zu Frankenstein (Forchheim, 27 marzo 1695 – Bamberga, 3 giugno 1753) fu principe-vescovo di Bamberga dal 1746 al 1753.

## Biografia
Johann Philipp Anton era figlio del barone Johann e della baronessa Maria Margareta von Eyb e proveniva dall'aristocrazia della Franconia.
Il suo monumento funebre, dal 1838 è stato traslato all'Abbazia di Michaelskirche di Bamberga.

## Genealogia episcopale e successione apostolica
La genealogia episcopale è:
- Cardinale Sigismund Kollonitsch
- Vescovo Adalbertus von Falkenstein, O.S.B.
- Vescovo Johann Anton von Freyberg-Hopferau
- Vescovo Johann Gottfried Groß von Trockau
- Vescovo Johann Philipp Anton von Frankenstein

La successione apostolica è:
- Vescovo Heinrich Joseph von Nitschke (1749)